# Helmgroschen

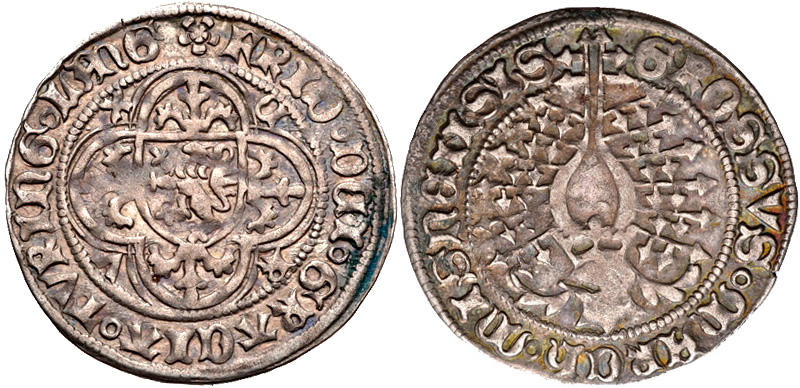
Helmgroschen Markgraf Friedrichs des Streitbaren ohne Jahreszahl (1405–1411) aus der Münzstätte Freiberg (Durchmesser 29 mm; Krug 665/2) – Das Vorderseitenbild der Helmgroschen wurde 1412 für die Schildgroschen verwendet.

Die spätmittelalterlichen Helmgroschen oder Thüringer Groschen sind unter Markgraf Friedrich dem Streitbaren von Meißen und Landgraf Balthasar von Thüringen in der Markgrafschaft Meißen und der Landgrafschaft Thüringen von 1405 bis 1411 geprägte guthaltige Groschenmünzen, die hauptsächlich für die thüringischen Besitzungen bestimmt waren. Sie zeigen erstmals den Wappenschild des Meißner Löwen, der sich auf der Vorderseite über dem Blumenkreuz befindet. Der Name des Groschens ist vom Helm mit der großen Thüringer Helmzier auf der Rückseite abgeleitet.

## Münzgeschichte

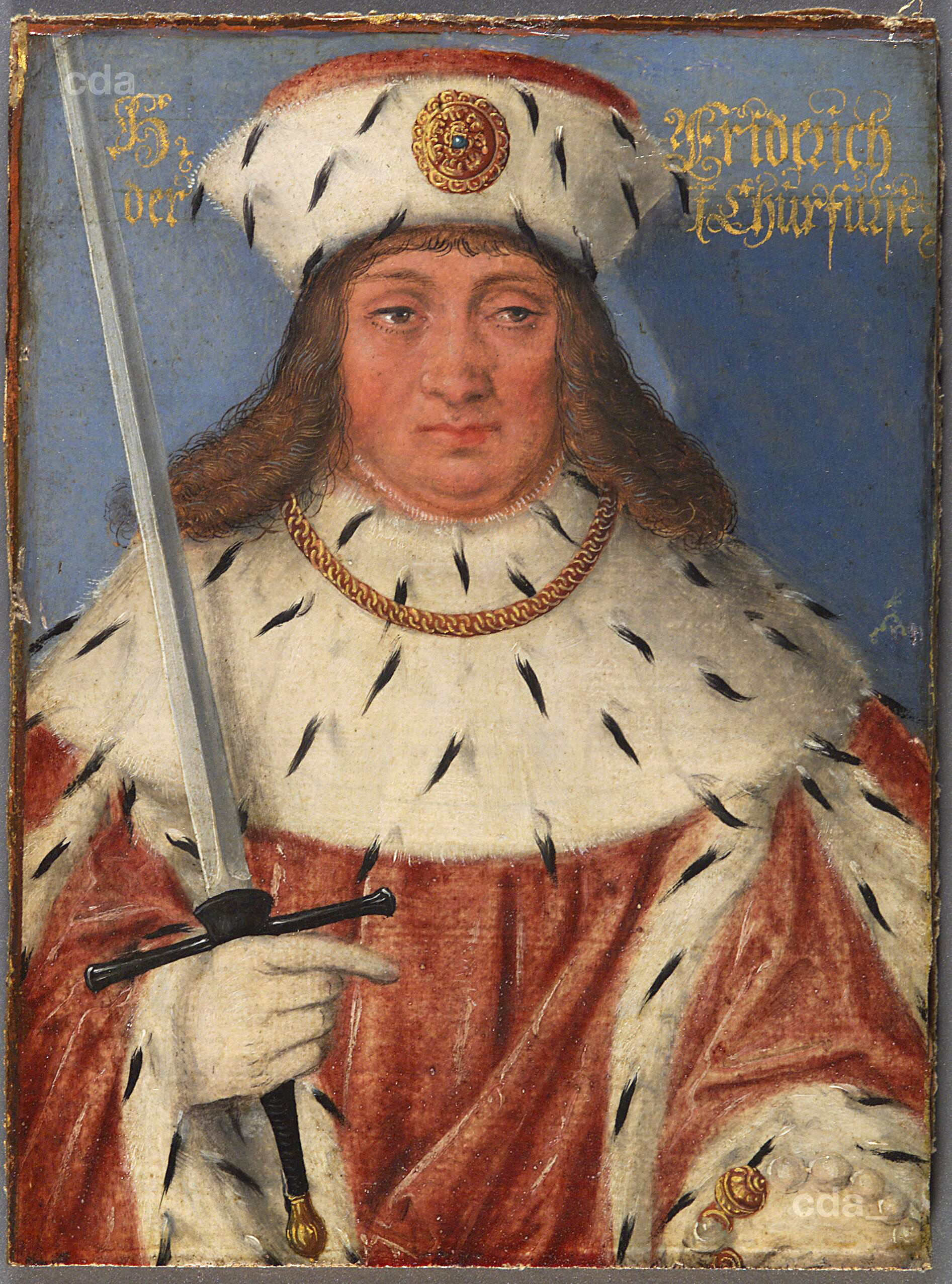
Friedrich der Streitbare (1381–1428), Porträt als Kurfürst ab 1423

Markgraf Friedrich der Streitbare (1381–1428) war Markgraf Friedrich IV. von Meißen-Osterland, ab 1410 Markgraf von Meißen und ab 1423 Kurfürst Friedrich I. von Sachsen. Unter ihm und seinen beiden Onkeln Balthasar (1349/79–1406) und Wilhelm dem Einäugigen (1349/79–1407) begann die Unsitte, nach den ersten Münzprägungen einer Groschensorte den Silbergehalt heimlich fortlaufend zu verringern. Nach ein bis zwei Jahrzehnten blieb nur etwa die Hälfte des Feinsilbergehalts übrig. Zur Stützung der Groschenwährung wurden deshalb zeitweilig hochwertige Groschen ausgeprägt, die das Wertverhältnis zum rheinischen Gulden wie 20:1 aufwiesen und auffällige Münzbilder hatten. Die neuen Groschen sollten schon durch ihre Auffälligkeit zeigen, dass sie guthaltig sind.

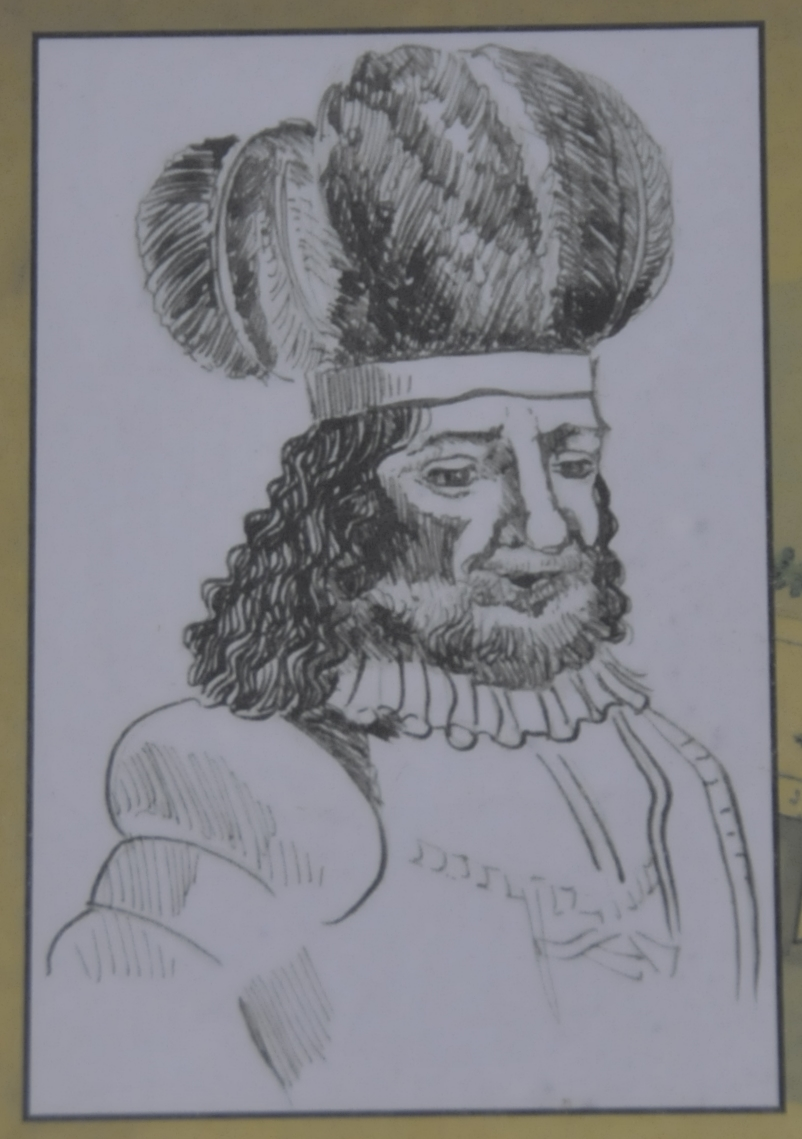
Balthasar (1349/79–1406)

Nachdem sich Markgraf Friedrich der Streitbare mit seinem Onkel Landgraf Balthasar geeinigt hatte, nahmen beide im Jahr 1405 die Ausprägung hochwertiger Groschen auf. Zum ersten Mal seit Beginn der meißnischen Groschenprägungen wurde das bisherige typische Groschenbild beidseitig verändert. Für seine neuen Groschen wählte Friedrich das Münzbild „Blumenkreuz“ wie auf den vorherigen Groschenmünzen, jedoch mit zentrisch darüber angeordnetem kleinen Löwenschild und dem Helm mit der großen Thüringer Helmzier auf der Rückseite. Von dieser Helmzier ist der Münzname Helmgroschen oder Thüringer Groschen abgeleitet. In den zeitgenössischen Urkunden wurden sie wegen des erstmals verwendeten Löwenschilds jedoch als grossi clippeati (lat. = schildige oder Schildgroschen) bezeichnet. Die Helmgroschen waren die ersten meißnischen Groschen mit dem Wappenschild des Meißner Löwen. Sie hatten einen Wert von:
- 1 Helmgroschen = 8 Pfennige = 12 Heller = 1⁄20 rheinischer Gulden, mit einem Feingewicht von 1,81 bis 1,78 Gramm.

Die neuen Groschen wurden in der Markgrafschaft Meißen in der Münzstätte Freiberg und in der Landgrafschaft Thüringen in der Münzstätte Sangerhausen geprägt, die Landgraf Balthasar 1391 errichten ließ.  Die Gepräge der neuen Münzstätte Sangerhausen waren die ersten, die außerhalb der Landesmünzstätte Freiberg geschlagen wurden. Mit dem Tod Balthasars im Jahr 1406 wurde die landgräfliche Münze geschlossen. Die Helmgroschen ließ Friedrich noch bis 1411 in der Freiberger Münze prägen.
Anmerkung: Es sind auch hessische Helmgroschen bekannt. Sie wurden unter Landgraf Ludwig I. zu Kassel (1413–1458) geprägt. Diese Groschen sind weitgehend den meißnisch-thüringischen Helmgroschen ähnlich.

## Münzbeschreibung
Die Helm- oder Thüringer Groschen sind meißnische Groschen aus der meißnisch-sächsischen Groschenperiode.
Auf der Vorderseite befindet sich im Vierpass das mit einem Löwenschild bedeckte Lilienkreuz. Die Rückseite zeigt das mit je sieben seitlichen Stäbchen besetzte große Thüringer Helmkleinod, das die gesamte Bildfläche einnimmt.
Die silbernen Groschen aus Freiberg und Sangerhausen haben einen Durchmesser von 29 Millimeter und wiegen ca. 2,8 Gramm.

### Freiberger Helmgroschen
Markgraf Friedrich der Streitbare ließ die Helmgroschen von 1405 bis 1411 in Freiberg prägen. Münzmeister in Freiberg war von 1409 bis 1411 Petrus Bornis. Von 1405 bis 1408 sind die Münzmeister unbekannt.

#### Die Umschriften
- Vorderseite:  (Blume) FRID  o  DEI o GRACIA o TVRInG o LANG
  - ausgeschrieben: Fridericus, dei gratia Thuringiae landgravius.[14]
  - Übersetzung: Friedrich, von Gottes Gnaden Landgraf von Thüringen.
- Rückseite: GROSSVS  o  MARCh  o  MISnENSIS
  - ausgeschrieben: Grossus Marchionis Misnensis.[15]
  - Übersetzung: Groschen des Markgrafen von Meißen.[16]

### Sangerhäuser Helmgroschen

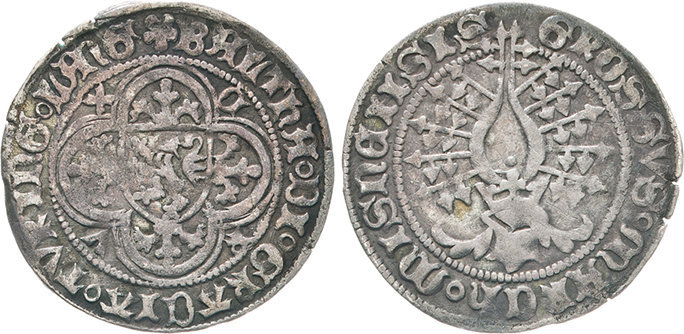
Helmgroschen Landgraf Balthasars ohne Jahreszahl (1405/06) aus der Münzstätte Sangerhausen. (Durchmesser 29 mm, Krug 578/1)

Landgraf Balthasar ließ Helmgroschen von 1405 bis zu seinem Tod im Jahr 1406 in der Münzstätte Sangerhausen als Parallelgepräge zu den Groschen seines Neffen Friedrich des Streitbaren prägen.
Da sich die ohne Münzmeisterzeichen geprägten Groschen aus Sangerhausen von den Groschen der Landesmünze in Freiberg unterscheiden mussten, wurde bis zur Schließung der Münzstätte im Jahr 1406 als Unterscheidungsmerkmal BALThA als Abkürzung für den Namen Balthasar verwendet. Die in der Freiberger Münze geschlagenen Groschen des Landgrafen tragen den abgekürzten Namen BALTh.

#### Die Umschriften
- Vorderseite: (Blume) BALThA  o  DI o GRACIA o TURInG o LANG
  - ausgeschrieben: Balthasar, dei gratia Thuringiae landgravius.[19]
  - Übersetzung: Balthasar, von Gottes Gnaden Landgraf von Thüringen.
- Rückseite: GROSSVS  o  MARCh  o  MISnENSIS
  - ausgeschrieben: Grossus Marchionis Misnensis.
  - Übersetzung: Groschen des Markgrafen von Meißen.